# Nicole Louvier
Pour les articles homonymes, voir Louvier.
Nicole Louvier, née le 23 juin 1933 à Paris où elle est morte le 8 mars 2003, est une autrice-compositrice-interprète, écrivaine, poète et productrice française d'émissions culturelles.

## Biographie
Ses parents travaillent dans la confection quand la Seconde Guerre mondiale éclate. Durant l'occupation, la famille, d’origine juive russo-polonaise, doit se séparer et Nicole est cachée chez des paysans bretons.
À la Libération, elle a déjà écrit beaucoup de poèmes et un éditeur lui propose de les mettre en musique. Son premier disque paraît en 1953 avec une préface de Maurice Chevalier qui avait remarqué son talent. Il la surnomme « Le Petit Radiguet de la chanson ».
La précocité de cette jeune chanteuse surprend avec des textes matures comme Qui me délivrera ? (1953). Elle est engagée par Nikos Papatakis et fait ainsi ses débuts au cabaret de La Rose Rouge. Elle passe également à La Colombe et Chez Agnès Capri. Elle est la première chanteuse française à s'accompagner à la guitare sur scène. Son répertoire se caractérise par sa poésie, son symbolisme, voire ses prémonitions avec des titres comme File la nuit (1955), J'appelle la Terre (1962) et La Chanson pour la fin du monde (1963).
Parallèlement, certaines de ses œuvres connaissent un vif succès et sont interprétées par des chanteurs populaires comme Lucienne Delyle qui reprend Mon petit copain perdu en 1954 et Jean-Claude Pascal qui s'approprie La Chanson de Venise en 1964.
D'autres sont reprises par des chanteurs séduits par la poésie des chansons de Nicole Louvier comme Rosalie Dubois qui donne sa version de la Chanson pour la fin du monde en 1964, et même Marlene Dietrich qui reprendra, sur scène en 1955, Qui me délivrera ?.
Les éditions de La Table Ronde publient ses œuvres. La parution de son roman Qui qu’en grogne déclenche un scandale à cause de l'évocation des émois amoureux de jeunes filles entre elles. En 1959, elle publie le roman Les Marchands, qui conte l'histoire d'une jeune chanteuse naïve prise dans les rouages du show-business. Malgré son activité de productrice à Radio France, ses propos dérangeants vont la marginaliser.

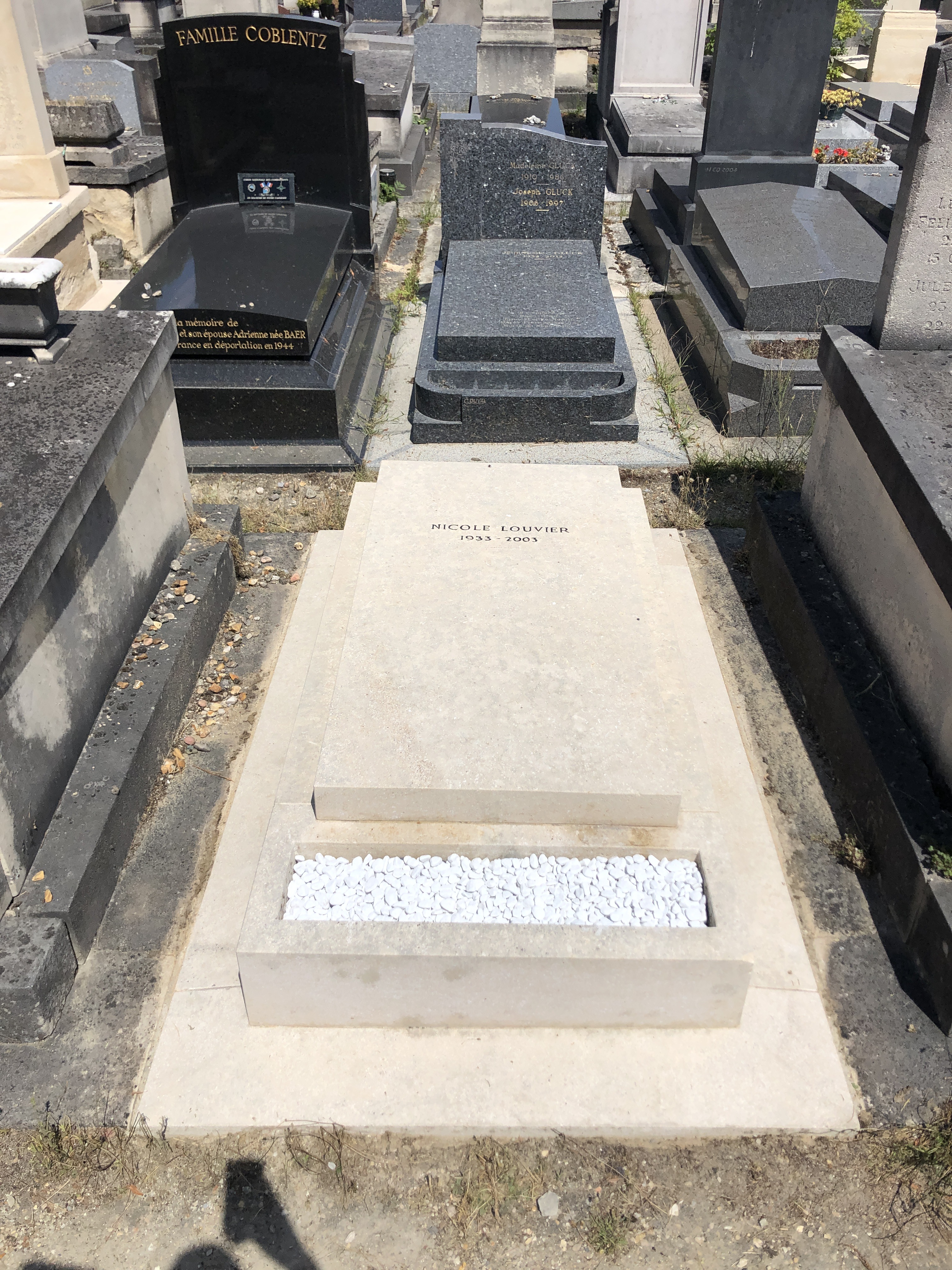
Tombe de Nicole Louvier au cimetière du Montparnasse (division 30).

Elle part alors en Israël pour vivre dans un kibboutz tout en poursuivant son travail d'écrivain. Elle partage ensuite son temps entre Israël et la France.
Elle a suscite la vocation de chanteuses qui, comme Anne Sylvestre, suivent son exemple en interprétant leurs compositions, paroles et musique, en jouant de leur guitare même si un orchestre les accompagne. Productrice à la radio, elle encourage une Barbara débutante.[réf. nécessaire]
En 2003, la vidéaste Raymonde Couvreu présente le projet d'un portrait coréalisé avec Hélène Hazéra, Nicole Louvier : Ce soir le veilleur est une femme, au Festival international de films de femmes de Créteil.
En 2008, avec un livret composé par Dany Lallemand, les éditions ILD publient un CD consacré à Nicole Louvier, proposant vingt-cinq chansons, dont deux inédites.
Nicole Louvier est inhumée le 12 mars 2003 au cimetière du Montparnasse (30e division). Sa tombe est restaurée en 2022.

## Discographie
- 1953 : Nicole Louvier et ses chansons — Aux deux guitares, Nicole Louvier et Henri Crolla - 45 tours EP Disques DECCA (réf 455 660) :
  - Hélène
  - L'Important
  - Quelque part ailleurs
  - Rien n'arrive par hasard
- 1953 : Nicole Louvier… et ses chansons, présentée par Maurice Chevalier — Aux deux guitares, Nicole Louvier et Jacques Liébrard — 33 tours 25 cm Disques DECCA (réf FM 133116) :
  - Quand j'ai faim
  - C'est la loi
  - C'est le vent
  - J'ai peur de l'amour
  - À la vie comme à la guerre
  - Dormez
  - Tu me dis que tu m'aimes
  - Mon petit copain perdu
- 1964 : Chansons-Clés (compilation période 1960 à 1964) — Paroles et musique de Nicole Louvier — Orchestre et direction de François Rauber — 33 tours 30 cm Disques DECCA :
  - La Chanson de Venise
  - Chanson pour ma rancune
  - Chanson pour la fin du monde
  - Paris pour rien
  - Chanson pour t’apprivoiser
  - Messire l’insolite
  - Le Vent de Nara
  - J’appelle la Terre
  - Prière de l’enfant Mozart
  - Tu peux
  - Si je pars amoureuse
  - Rendez-vous avec
  - Comme des voleurs
  - Adieu théâtre
- 2008 : Nicole Louvier « …et ses chansons » (compilation de 26 chansons période 1953 à 1957), 1 CD avec livret 12 pages, ILD 642263 présentation en ligne
- 2011 : Nicole Louvier chante…, compilation de 25 chansons (sont notamment incluses les reprises par Lucienne Delyle), collection Les Trésors oubliés de la chanson, 1 CD ILD 642310présentation en ligne

Une discographie donne la référence des 23 enregistrements de chansons identifiés pour la période 1953-1965 (sans le détail des titres par disque).

## Publications
Romans
- 1953 : Qui qu'en grogne, Éditions de la Table ronde. Repris dans l'ouvrage édité à 3 000 ex. par le club international du livre à Bruxelles, avec des illustrations de Claude-Michel Grosjean.
- 1955 : L'Heure des jeux, Éditions de la Table ronde.
- 1959 : La Mort d'un Théâtre, Librairie Arthème Fayard (collection : Les Œuvres Libres).
- 1959 : Les Marchands, Éditions de la Table ronde. Repris dans l'ouvrage édité à 3 000 ex. par le club international du livre à Bruxelles, avec des illustrations de Claude-Michel Grosjean.
- 1967 : Les Dialogues de la nuit blanche, Éditions La Jeune Parque.
- 1968 : Honorable ou le chien, Éditions La Jeune Parque.
- 2021 : Le livre de l'Archivieux, édition à compte d'auteur (imprimeur : Escoubiac)[6]

Poèmes et chansons
- 1953 : Chansons interdites, Éditions de la Table ronde.
- 1961 : Chansons pour ma guitare, Éditions de la Table ronde.
- 1962 : Poèmes de l'Alliance, Éditions de la Table ronde  (ISBN 2-7103-1567-X)

## Distinctions
- 1953 : Grand Prix de la Chanson française de Deauville pour sa chanson Qui me délivrera...
- 1964 : Grand Prix Paul-Gilson pour sa compilation Chansons-Clés.